# Zachary Athekame
Zachary Christopher Athekame (* 13. Dezember 2004 in Vanløse) ist ein Schweizer Fussballspieler. Er spielt beim italienischen Erstligisten AC Mailand als rechter Verteidiger. Als Sohn eines nigerianischen Vaters besitzt er zusätzlich auch dessen Staatsbürgerschaft.

## Karriere

### Vereine
Athekame wurde als Junior bei den Westschweizer Vereinen Athlétique-Régina FC, Olympique de Genève FC, Servette FC und Meyrin FC ausgebildet. Im Juli 2022 wechselte er zu Neuchâtel Xamax. Er spielte zunächst mit der U21-Mannschaft in der vierthöchsten Spielklasse, der 1. Liga, und gab sein Debüt am 6. August 2022 beim 4:0-Auswärtssieg gegen den FC Muri, als er in der 46. Minute für Gianluca Romano eingewechselt wurde. Sein Debüt mit der 1. Mannschaft in der zweithöchsten Spielklasse, der Challenge League, gab er am 18. November 2022 in der Startelf beim 1:1 im Heimspiel gegen den FC Wil. Am 12. Dezember 2022 unterschrieb er seinen ersten Profivertrag bei Neuchâtel Xamax.
Am 30. Dezember 2023 unterschrieb er einen bis 2028 laufenden Vertrag bei den Berner Young Boys, wobei er bis zum Ende der Saison 2023/24 leihweise bei Neuchâtel Xamax belassen wurde. Sein Debüt beim BSC Young Boys gab er am 17. August 2024 beim 10:0-Sieg im Cupspiel gegen Printse-Nendaz, sein erstes Champions-League-Spiel absolvierte er am 17. September 2024 bei der 0:3-Niederlage gegen Aston Villa. Sein Debüt in der Super League gab er anlässlich des 2. Spieltags am 28. Juli 2024 bei der 0:4-Niederlage gegen St. Gallen, als er in der 58. Minute für Lewin Blum eingewechselt wurde.
Mitte August 2025 wechselte Athekame nach Italien zur AC Mailand und unterschrieb dort einen Vertrag bis Sommer 2030.

### Nationalmannschaft
Athekame spielt für die U-21-Nationalmannschaft der Schweiz. Sein Debüt gab er am 12. September 2023 beim 2:1-Sieg gegen Finnland, als er in der 64. Minute für Severin Ottiger eingewechselt wurde.